# Festival Mundial de la Juventud y los Estudiantes

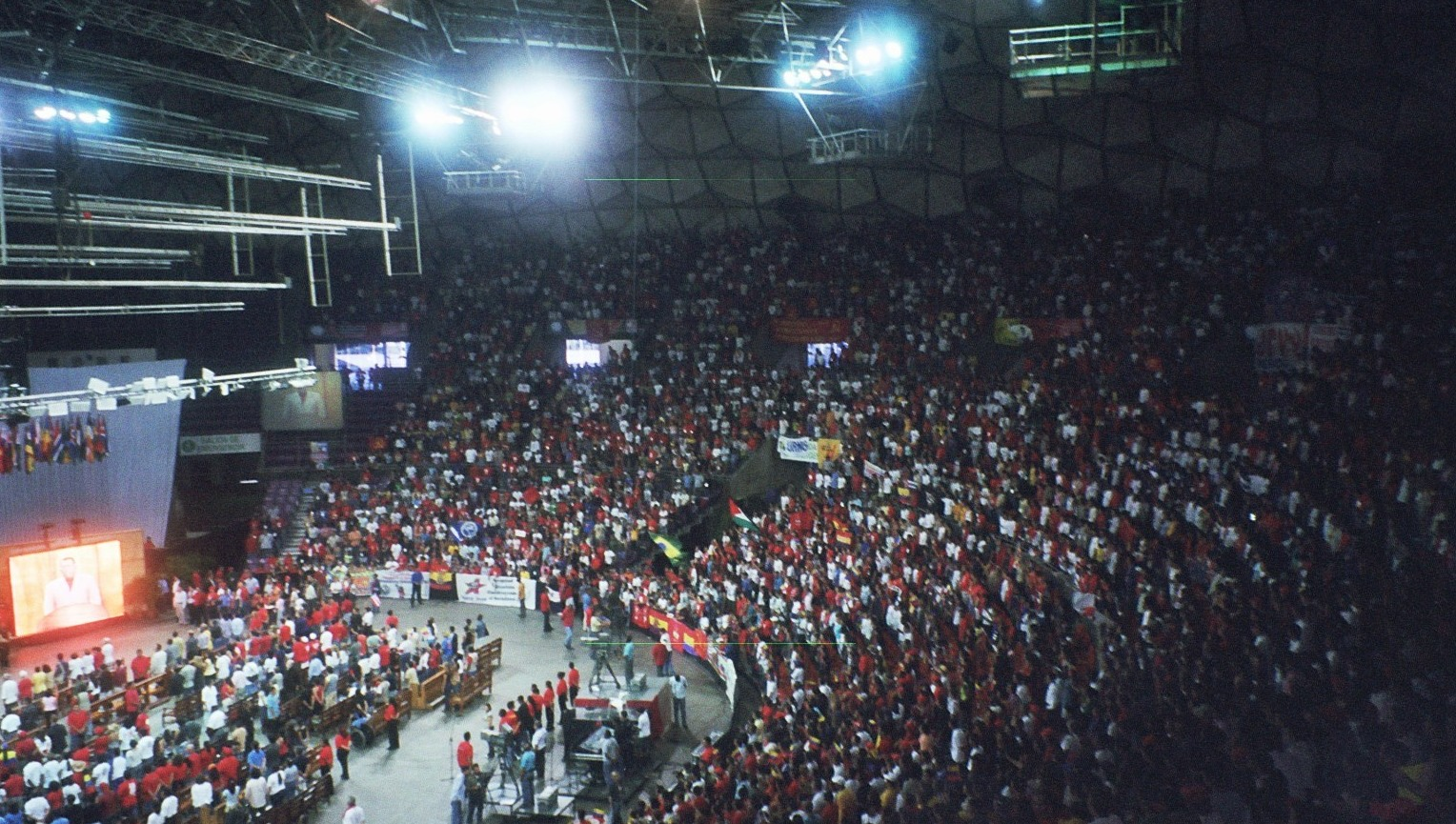
Festival Mundial de la Juventud y los Estudiantes realizado en Caracas (Venezuela) en 2005.

El Festival Mundial de la Juventud y los Estudiantes (FMJE) es un evento internacional organizado en forma conjunta por la Federación Mundial de la Juventud Democrática (FMJD) y la Unión Internacional de Estudiantes desde 1947. Orientado al debate político y de marcada tendencia izquierdista, buena parte de su asistencia ha sido tradicionalmente conformada por militantes de organizaciones juveniles de partidos comunistas y grupos relacionados. Los sucesivos festivales se han declarado antiimperialistas y a favor de la paz.
La mayoría de las ediciones del FMJE durante la Guerra Fría se llevaron a cabo en países socialistas, a excepción de las realizadas en Austria en 1959 y Finlandia en 1962 — ambos oficialmente neutrales. La edición más concurrida, la de Moscú en 1957, reunió más de 34.000 personas de 131 países de todo el mundo. Con la desintegración del Bloque del Este, la FMJD sufrió un duro revés que llevó a un lapso de 8 años durante el cual no se realizó ningún festival.
En 1997, el XIV Festival Mundial de la Juventud y los Estudiantes marcó un punto de inflexión a partir del cual volvieron a celebrarse ediciones a lapsos regulares. Una de las más importantes ediciones de este festival fue la XVI que tuvo lugar en Caracas (Venezuela), en donde se pudo escuchar hasta en dos oportunidades vibrantes discursos de Hugo Chávez de más de 4 horas de duración cada uno, en donde quedaba en claro el rol antiimperialista del FMJE justo en el marco de la declaración de que Venezuela se encaminaba al socialismo en ese mismo año 2005. El último Festival tuvo lugar en Sochi (Rusia) en 2017.
Al FMJE han asistido durante su juventud, personalidades que años más tarde se convertirían en referentes políticos de su país de origen, como por ejemplo: Nicolás Guillén (Cuba), Javier Heraud y Martín Guerra (Perú), entre otros.

## Véase también

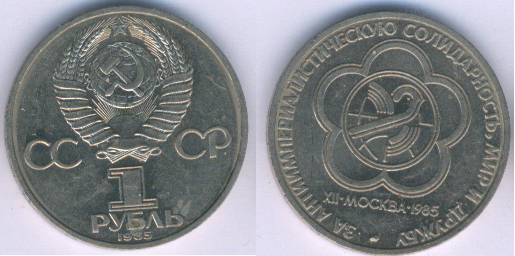
Moneda conmemorativa soviética del XII FMJE

## Cronología
| Logo | Ed.   | Año  | Sede                               | Asistencia | Países | Lema oficial |
|      | I     | 1947 | Praga, Checoslovaquia              | 17.000     | 71     | ¡Juventud, únete en la lucha por una paz firme y duradera!                                                                                        |
|      | II    | 1949 | Budapest, Hungría                  | 20.000     | 82¹    | ¡Juventud, únete! ¡Adelante, por una paz firme, por la democracia, la independencia nacional de los pueblos y por un futuro mejor!                |
|      | III   | 1951 | Berlín Oriental, Alemania Oriental | 26.000     | 104    | ¡Juventud, únete frente al peligro de una nueva guerra, en pro de una paz duradera!                                                               |
|      | IV    | 1953 | Bucarest, Rumanía                  | 30.000     | 111    | ¡No! ¡Nuestra generación ya no servirá a la muerte y la destrucción!                                                                              |
|      | V     | 1955 | Varsovia, Polonia                  | 31.000     | 114    | ¡Por la paz y la amistad! |
|      | VI    | 1957 | Moscú, URSS                        | 34.000     | 131    | ¡Por la paz y la amistad! |
|      | VII   | 1959 | Viena, Austria                     | 18.000     | 112    | ¡Por la paz y la amistad! |
|      | VIII  | 1962 | Helsinki, Finlandia                | 18.000     | 137    | ¡Por la paz y la amistad! |
|      | IX    | 1968 | Sofía, Bulgaria                    | 20.000     | 138    | ¡Por la solidaridad, la paz y la amistad! |
|      | X     | 1973 | Berlín Oriental, Alemania Oriental | 25.600     | 140    | ¡Por la solidaridad antiimperialista, la paz y la amistad!                                                                                        |
|      | XI    | 1978 | La Habana, Cuba                    | 18.500     | 145    | ¡Por la solidaridad antiimperialista, la paz y la amistad!                                                                                        |
|      | XII   | 1985 | Moscú, URSS                        | 26.000     | 157    | ¡Por la solidaridad antiimperialista, la paz y la amistad!                                                                                        |
|      | XIII  | 1989 | Pionyang, Corea del Norte          | 22.000     | 177    | ¡Por la solidaridad antiimperialista, la paz y la amistad!                                                                                        |
|      | XIV   | 1997 | La Habana, Cuba                    | 12.325     | 136    | ¡Por la solidaridad antiimperialista, la paz y la amistad!                                                                                        |
|      | XV    | 2001 | Argel, Argelia                     | 6.500      | 110    | ¡Globalicemos la lucha por la paz, la solidaridad, el desarrollo y contra el imperialismo!                                                        |
|      | XVI   | 2005 | Caracas, Venezuela                 | 17.000     | 145    | ¡Por la Solidaridad y la Paz, luchamos contra el imperialismo y la guerra!                                                                        |
|      | XVII  | 2010 | Tshwane, Sudáfrica                 | 15.000     | 126    | ¡Por un mundo en paz, por la solidaridad y la transformación social, derrotemos al imperialismo!                                                  |
|      | XVIII | 2013 | Quito, Ecuador                     |            | 126    | ¡Juventud unida contra el imperialismo, por la paz y las transformaciones sociales!                                                               |
|      | XIX   | 2017 | Sochi, Rusia                       | 25.214     | 185    | ¡Por la paz, la solidaridad y la justicia social, luchamos contra el imperialismo, respetando nuestro pasado estamos construyendo nuestro futuro! |